# Isotima rufithorax
Isotima rufithorax là một loài tò vò trong họ Ichneumonidae.